# Pierre-Joseph David
Pierre-Joseph David (Petit-Rechain 3 februari 1795 - Lambermont 13 november 1848), vaak genaamd David-Fischbach, was een Belgisch volksvertegenwoordiger en industrieel.

## Levensloop
David was de zoon van lakenhandelaar Nicolas David en Anne Pirard. Hij had een leerlooierij in Stavelot. In 1830 was hij kolonel van de Burgerwacht in die stad. Hij werd burgemeester van Francorchamps. Van 1835 tot 1847 was hij liberaal volksvertegenwoordiger voor het arrondissement Verviers.
Hij trouwde met Marie-Thérèse Fischbach en had verschillende zoons:
- Jean-Nicolas David (1830-1902) die trouwde met Berthe de Lossy en in 1888 opname in de erfelijke Belgische adel verkreeg, met de bij eerstgeboorte overdraagbare titel van ridder. Hun zoon, Edmond David (1865-1914) was burgemeester van Flawinne. Ook die zijn zoon, Fernand David de Lossy (1894-1983) was burgemeester van Flawinne. De dochters van Fernand trouwden, Marie-Berthe David met Edouard de Harenne, burgemeester van La Gleize en  Chantal David met Georges de Harenne, burgemeester van Stoumont
- Hubert David-Fischbach Malacord (1831-1914), burgemeester van Ferrières die trouwde met Leonie van Gobbelschroy en in 1888 opname in de erfelijke Belgische adel verkreeg. Hun dochter Maria trouwde met senator Edouard Descamps en hun dochter Anna met volksvertegenwoordiger Léon de Bethune.
- Jean-Pierre David (1834-1901), burgemeester van Stavelot, die in 1890 opname in de erfelijke Belgische adel verkreeg en trouwde met Leonie Neuville, dochter van Pierre-Denis Neuville, burgemeester van Petit-Rechain. Hun zoon, Pierre-Hubert David werd volksvertegenwoordiger en trouwde met de dochter van volksvertegenwoordiger Dieudonné Alfred Ancion.

De broer van Pierre-Joseph David, Victor David werd eveneens volksvertegenwoordiger.
Hun beider oom was Pierre David (Verviers) (1771-1839), die lid was van het Nationaal Congres en burgemeester van Verviers.